# Saperda octomaculata
Saperda octomaculata är en skalbaggsart som beskrevs av Blessig 1872. Saperda octomaculata ingår i släktet Saperda och familjen långhorningar. Inga underarter finns listade i Catalogue of Life.